# San Antonio de Esquilache
San Antonio de Esquilache es una localidad peruana del distrito de San Antonio, ubicado en la provincia de Puno el departamento homónimo. Se halla en pleno altiplano a 4600 m s. n. m. lo que la hace una de las localidades más altas del mundo. Está en el flanco oeste de la cordillera Occidental puneña, en la cuenca del río Tambo a unos 50 km al Sudoeste de la ciudad de Puno.
Estudio geomorfológicos revelan la presencia de yacimientos de plata, plomo, cobre, y zinc. Debido a su altitud no hay desarrollo agrícola, pero sí de ganadería ovina y de auquénidos.
Debido a su gran altitud el clima es frío alpino, con heladas frecuentes y temperaturas que llegan hasta los 12 grados bajo cero, lo que ocasiona alta mortalidad en el ganado. En la comunidad habitan unas 2,000 personas, las cuales en su mayoría enfrentan problemas de abastecimiento de agua y desnutrición infantil.
Los pobladores son principalmente hablantes de quechua, un pequeño porcentaje habla aimara y en general muchos son bilingües hispanohablantes debido a la educación.

## Historia
En el siglo XVII era conocido como un asentamiento con minas de plata, que se abrieron a partir de 1619 y el nombre se le dio en honor del virrey de entonces: Francisco de Borja y Aragón, príncipe de Esquilache. Fue originalmente jurisdicción del corregimiento de “Colesuyo y Villa de Moquegua" y del obispado de La Paz. A mediados del siglo XVII pasó a ser parte de la provincia colonial de Chucuito y a partir de un decreto del 2 de mayo de 1854 pasó a la administración de la provincia de Puno. En el siglo XX se explotó principalmente zinc y en 1955 por ley 12301 recibió el reconocimiento legal de “pueblo”.